# Liste der Kulturdenkmale in Kriebitzsch
In der Liste der Kulturdenkmale in Kriebitzsch sind vorerst einige Kulturdenkmale der ostthüringischen Gemeinde Kriebitzsch im Landkreis Altenburger Land und ihrer Ortsteile aufgelistet. Diese Liste basiert nicht auf der offiziellen Denkmalliste der Unteren Denkmalschutzbehörde des Landkreises. Grundlage hierfür ist gegebenenfalls vorhandene Literatur beziehungsweise vorhandene Denkmalplaketten an den einzelnen Objekten. Deswegen ist diese Liste stark unvollständig.

## Kriebitzsch
| Bild                           | Bezeichnung                            | Lage                | Datierung | Beschreibung | ID |
| ------------------------------ | -------------------------------------- | ------------------- | --------- | ------------ | -- |
| weitere Bilder Fotos hochladen | Denkmal für das Grubenunglück von 1921 | Hauptstraße (Karte) |           |              |    |
| weitere Bilder Fotos hochladen | Kirche St. Veit                        | Kirchgasse (Karte)  |           | St. Veit     |    |